# Varkaus ekonomiska region
 Varkaus ekonomiska region (finska:  Varkauden seutukunta) är en av ekonomiska regionerna i landskapet Norra Savolax i Finland. Folkmängden i regionen uppgick den 1 januari 2013 till 32 614 invånare, regionens totala areal utgjordes av 2 044 kvadratkilometer och därav utgjordes landytan av 1 521,65  kvadratkilometer.  I Finlands NUTS-indelning representerar regionen nivån LAU 1 (f.d. NUTS 4), och dess nationella kod är 114 .  

## Förteckning över kommuner
Varkaus ekonomiska region  omfattar följande två kommuner: 
- Leppävirta kommun
- Varkaus stad

Samtliga kommuners språkliga status är enspråkigt finska. 